# Liste der Kulturdenkmale in Elbisbach (Frohburg)
In der Liste der Kulturdenkmale in Elbisbach sind die Kulturdenkmale des Frohburger Ortsteils Elbisbach verzeichnet, die bis Mai 2024 vom Landesamt für Denkmalpflege Sachsen erfasst wurden (ohne archäologische Kulturdenkmale). Die Anmerkungen sind zu beachten.
Diese Aufzählung ist eine Teilmenge der Liste der Kulturdenkmale in Frohburg.

## Elbisbach
| Bild                                    | Bezeichnung | Lage                      | Datierung | Beschreibung | ID       |
| --------------------------------------- | --- | ------------------------- | --- | --- | -------- |
| Direkt Bild zu diesem Denkmal hochladen | Scheune eines ehemaligen Vierseithofes | Dorfstraße 4 (Karte)      | 19. Jahrhundert                                                                                                | Der Fachwerkbau ist bau- und wirtschaftsgeschichtlich von Bedeutung. Die Scheune hat ein Krüppelwalmdach und eine hofseitige Einfahrt. | 08971904 |
| Direkt Bild zu diesem Denkmal hochladen | Häuslerhaus | Dorfstraße 13 (Karte)     | 18. Jahrhundert                                                                                                | Der Fachwerkbau ist sozial- und baugeschichtlich von Bedeutung. Ein Häuslerhaus mit Fachwerk-Obergeschoss und profilierten Porphyrtuffgewänden, die Tür mit korbbogigem Eingang, ein schmaler Baukörper, steiler Dachstuhl sowie ein weiter Dachüberstand. | 08971915 |
|                                         | Wohnstallhaus eines Bauernhofes | Dorfstraße 16 (Karte)     | 17. Jahrhundert                                                                                                | Ein Gebäude mit bemerkenswerter Fachwerk-Ausbildung im Wohnteil, weit vorkragendem Obergeschoss mit geschweiften Andreaskreuzen und halben Wilden-Mann-Figuren, eines der ältesten erhaltenen Gebäude im Dorf, bau- und hausgeschichtlich von Bedeutung. Die Tür des Hauses mit Porphyrtuffgewänden und gerader Verdachung stammt aus der Zeit um 1830, das Fachwerk im Stallteil ist einfacher, und stammt ebenfalls aus der Zeit um 1830. Die Fenster im Wohnteil mit stark profilierten Laibungen (mindestens 17. Jahrhundert). der Giebel im Dachgeschoss ist verschiefert, sonst ebenfalls mit Zierfachwerk. | 08971909 |
| Direkt Bild zu diesem Denkmal hochladen | Bauernhof mit Wohnstallhaus, Seitengebäude und Scheune | Dorfstraße 17 (Karte)     | Bezeichnet mit 1698 (Wohnstallhaus); 1710 Dendro (Scheune)                                                     | Das Wohnstallhaus mit bemerkenswerter Fachwerk-Ausbildung, einem vorkragenden Obergeschoss mit geschweiften Andreaskreuzen und prächtigem Sitznischenportal der Spätrenaissance, ist eines der ältesten erhaltenen Gebäude im Dorf, wirtschafts-, bau- und hausgeschichtlich von Bedeutung. | 08971914 |
| Direkt Bild zu diesem Denkmal hochladen | Wohnhaus eines Bauernhofes | Dorfstraße 27 (Karte)     | 1845 datiert                                                                                                   | Das ehemalige Wohnstallhaus, in DDR-Zeiten erfolgte ein Umbau und Aufteilung in Wohnungen, ist ein ortsbildprägender Fachwerkbau, heimat- und baugeschichtlich von Bedeutung. Der stattliche zweigeschossige Fachwerkbau entstand nach einer Datierung im Dachstuhl 1845. Ursprünglich handelte es sich bei dem Gebäude um das Wohnstallhaus eines ortstypischen Vierseithofes. In DDR-Zeiten erfolgte ein Umbau, bei dem das gesamte Haus zu Wohnzwecken eingerichtet wurde. Dennoch wirkt es weitgehend authentisch und tritt vor allem mit seiner äußeren Gestalt, die durch das auffallend regelmäßige zweirieglige Fachwerk geprägt ist, wirkungsvoll in Erscheinung. Auch im Inneren haben sich wichtige Elemente der Erbauungszeit erhalten, zu verweisen ist hier insbesondere auf die Steintreppe und den intakten Dachstuhl. Unter dem zugewandten Gebäudeteil befinden sich zwei Kellertonnen, die im rechten Winkel aneinander stoßen. Von den übrigen Gebäuden des einstigen Vierseithofes hat sich leider keines erhalten. Das Objekt ist ein anschauliches Zeugnis der bäuerlichen Bau- und Lebensweise am Ort und in der Region und erlangt hierdurch einen heimat- und baugeschichtlichen Aussagewert. | 08971912 |
| Direkt Bild zu diesem Denkmal hochladen | Gasthof Elbisbach | Dorfstraße 28 (Karte)     | Um 1912, im Kern älter                                                                                         | In ortsbildprägender Lage am ursprünglichen Dorfeingang, ortsgeschichtlich von Bedeutung. Das Gebäude hat einen erhöhten Mitteltrakt mit Walmdach und Fledermausgauben und zwei Seitentrakte. Alle Trakte mit Lisenen über dem Obergeschoss, das Erdgeschoss glatt, neue Fenster. | 08971910 |
| Weitere Bilder                          | Ehemalige haus- und landwirtschaftliche Frauenschule, bestehend aus dem ehemaligen Schulgebäude und drei Nebengebäuden (Arweds Hof)                                                                                   | Dorfstraße 30, 32 (Karte) | 1. Hälfte 19. Jh. (Nebengebäude); 1904–1906, bezeichnet mit 1906 (Schule); 1904–1906 (Nebengebäude)            | Das Schulgebäude ist ein repräsentativer Bau mit Fachwerkobergeschoss und Dachreiter, in Formen des Späthistorismus mit Jugendstileinflüssen, das nordwestliche Nebengebäude ist im Kern älter, ebenfalls mit Fachwerkobergeschoss, die westlichen und südlichen Seitengebäude mit Zierfachwerk im Giebel- und Traufbereich wurden teilweise später überformt. Die Frauenschule wurde durch Therese Roßbach (1861–1953) Witwe des Leipziger Architekten Arwed Roßbach gegründet und in Erinnerung an ihren verstorbenen Ehemann Arweds Hof genannt. Sie ist bau-, sozial- und ortsgeschichtlich von Bedeutung. Das Hauptgebäude, ein repräsentativer Bau mit Fachwerk-Obergeschoss, Walmdach mit Dachreiter, mit Portal und hölzernen Vorbau, breite Treppenhausfenster im ersten und zweiten Obergeschoss mit farbigen Bleiglasfenstern, rückseitig Terrasse und Balkone zum parkartigen Garten, im Gartensaal Wandgemälde, Öl auf Leinwand (Landschaft) – leerstehend, gefährdet, das neuere Wirtschaftsgebäude stammt aus der Zeit um 1920, kleines Gebäude an der Eula mit Fachwerk-Obergeschoss, älteres Wirtschaftsgebäude mit Fachwerk-Obergeschoss, im Abbruch begriffen. | 08971911 |
| Weitere Bilder                          | Dorfkirche Elbisbach (Sachgesamtheit) | Tongrubenweg (Karte)      | Bezeichnet mit 1715                                                                                            | Sachgesamtheit Dorfkirche Elbisbach, mit den Einzeldenkmalen: Kirche mit Ausstattung, Kirchhofsmauer mit zwei Portalen, an der Nordmauer Leichenhaus, Gefallenendenkmal des 1. Weltkrieges und Grabmalanlage Familie von Einsiedel (08971905) sowie dem Kirchhof als Sachgesamtheitsteil. Das beeindruckende barocke Ensemble ist baugeschichtlich, kunstgeschichtlich, ortsgeschichtlich und ortsbildprägend von Bedeutung. Die Anlage Kirche, Mauer und Leichenhaus stammt offenbar aus einem Guss, die Kirchhofsmauer mit zwei Barockportalen, das Leichenhaus mit Mansarddach, zwei ovalen Ochsenaugen, Porphyrtuffgewände, bezeichnet im Schlussstein mit „1715 HK.DB D.F.K“, das Gefallenendenkmal als Stele mit Adler-Relief über Inschriftplatte, an der Mauer Grabmalanlage Familie von Einsiedel. | 09303020 |
| Weitere Bilder                          | Kirche mit Ausstattung, Kirchhofsmauer mit zwei Portalen, an der Nordmauer Leichenhaus, Gefallenendenkmal des Ersten Weltkrieges und Grabmalanlage Familie von Einsiedel (Einzeldenkmale der Sachgesamtheit 09303020) | Tongrubenweg (Karte)      | Um 1715 (Kirche); um 1715 (Kirchenausstattung); bezeichnet mit 1715 (Leichenhalle); nach 1918 (Kriegerdenkmal) | Einzeldenkmale der Sachgesamtheit Dorfkirche Elbisbach. Das beeindruckende barocke Ensemble ist baugeschichtlich, kunstgeschichtlich, ortsgeschichtlich und ortsbildprägend von Bedeutung. Die Anlage Kirche, Mauer und Leichenhaus stammt offenbar aus einem Guss, die Kirchhofsmauer mit zwei Barockportalen, das Leichenhaus mit Mansarddach, zwei ovalen Ochsenaugen, Porphyrtuffgewände, bezeichnet im Schlussstein mit „1715 HK.DB D.F.K“, das Gefallenendenkmal als Stele mit Adler-Relief über Inschriftplatte, an der Mauer Grabmalanlage Familie von Einsiedel. | 08971905 |
| Direkt Bild zu diesem Denkmal hochladen | Wohnstallhaus, zwei Seitengebäude und Scheune eines Vierseithofes | Tongrubenweg 7 (Karte)    | 1. Hälfte 18. Jahrhundert (Wohnstallhaus); um 1800 (Seitengebäude)                                             | Die Fachwerkbauten sind regional- und baugeschichtlich von Bedeutung. Ein geschlossen erhaltener Vierseithof, bestehend aus Wohnstallhaus, zwei Seitengebäuden und Scheune. Das Wohnstallhaus wurde wahrscheinlich in der ersten Hälfte des 18. Jahrhunderts errichtet, die Wirtschaftsgebäude wohl etwas jünger. - Wohnstallhaus: langgestreckter Bau, Erdgeschoss massiv in Bruchstein, Obergeschoss reiches, eng stehendes Fachwerk, die Mittelstiele der Brüstungsfelder in Balusterform, steiles Satteldach - südliches Seitengebäude: zweigeschossig, Erdgeschoss massiv in Bruchstein, Obergeschoss einriegliges Fachwerk, seitliche Toreinfahrt, Satteldach - nördliches Seitengebäude: ebenfalls zweigeschossig, Erdgeschoss massiv, Obergeschoss zweiriegliges Fachwerk, Satteldach - Scheune: Fachwerkbau, partiell massiv erneuert, Satteldach Auf Grund seines guten Originalzustandes ist der Hof ein Zeugnis der bäuerlichen Bau- und Lebensweise seiner Entstehungszeit im Ort und in der Region, hieraus leitet sich die regional- und baugeschichtliche Bedeutung ab. Im Einzelnen ist auf den Wert des Wohnstallhauses zu verweisen, das durch sein Alter und seine reiche Ausprägung unter diesen Aspekten besonders herausragt. | 09303894 |
| Direkt Bild zu diesem Denkmal hochladen | Pfarrhaus | Tongrubenweg 11 (Karte)   | Um 1860 | Ein typischer Bau aus der Mitte des 19. Jahrhunderts, bau- und ortsgeschichtlich von Bedeutung. Mit Putzquaderung im Erdgeschoss, Gurtgesimsband und Schlussgesims. | 08971906 |
| Direkt Bild zu diesem Denkmal hochladen | Scheune eines Vierseithofes | Tongrubenweg 13 (Karte)   | Um 1800 | Der Fachwerkbau in ortsbildprägender Lage am Kirchhof mit Fachwerk an der Hof- und Außenseite ist wirtschafts- und hausgeschichtlich von Bedeutung. | 08971907 |
| Direkt Bild zu diesem Denkmal hochladen | Wohnstallhaus, Scheune und Seitengebäude eines ehemaligen Vierseithofes | Tongrubenweg 17 (Karte)   | Um 1800 | Die Fachwerkbauten sind regional- und baugeschichtlich von Bedeutung. Bei dem Wohnstallhaus, dem Seitengebäude und der Scheune des ehemaligen Dreiseithofes handelt es sich um zeit- und landschaftstypische Fachwerkbauten, die wohl zeitgleich oder in kurzer Folge um 1800 errichtet wurden. Das Wohnstallhaus ist zweigeschossig, das Erdgeschoss massiv, verputzt, im Obergeschoss zweiriegliges Fachwerk, der abgewandte Gebäudeteil (ehem. Stallbereich) bis ins Obergeschoss massiv in Bruchsteinmauerwerk, ein hohes Krüppelwalmdach, zugewandter Giebel nachträglich massiv erneuert, verputzt, Tür- und Fensterrahmungen teilweise in Porphyrtuff. Das Seitengebäude auf der Nordseite des Hofes ist zweigeschossig, im Erdgeschoss massiv, verputzt, das Obergeschoss zweiriegliges Fachwerk, seitliche Toreinfahrt, Satteldach, im Erdgeschoss zwei rundbogig geschlossene Eingänge mit Porphyrtuffrahmungen. Die Scheune war ursprünglich vollständig in Fachwerk ausgeführt, partiell massiv erneuert, Satteldach. Die weitgehend authentisch erhaltenen Gebäude sind anschauliche Zeugnisse der bäuerlichen Bau- und Lebensweise ihrer Entstehungszeit im Ort und in der Region, hieraus leitet sich die regional- und baugeschichtliche Bedeutung ab. Die Objekte verweisen auf die einst für die Kulturlandschaft prägende Fachwerkbauweise. | 08971908 |

## Tabellenlegende
- Bild: Bild des Kulturdenkmals, ggf. zusätzlich mit einem Link zu weiteren Fotos des Kulturdenkmals im Medienarchiv Wikimedia Commons. Wenn man auf das Kamerasymbol klickt, können Fotos zu Kulturdenkmalen aus dieser Liste hochgeladen werden:
- Bezeichnung: Denkmalgeschützte Objekte und ggf. Bauwerksname des Kulturdenkmals
- Lage: Straßenname und Hausnummer oder Flurstücknummer des Kulturdenkmals. Die Grundsortierung der Liste erfolgt nach dieser Adresse. Der Link (Karte) führt zu verschiedenen Kartendiensten mit der Position des Kulturdenkmals. Fehlt dieser Link, wurden die Koordinaten noch nicht eingetragen. Sind diese bekannt, können sie über ein Tool mit einer Kartenansicht einfach nachgetragen werden. In dieser Kartenansicht sind Kulturdenkmale ohne Koordinaten mit einem roten bzw. orangen Marker dargestellt und können durch Verschieben auf die richtige Position in der Karte mit Koordinaten versehen werden. Kulturdenkmale ohne Bild sind an einem blauen bzw. roten Marker erkennbar.
- Datierung: Baubeginn, Fertigstellung, Datum der Erstnennung oder grobe zeitliche Einordnung entsprechend des Eintrags in der sächsischen Denkmaldatenbank
- Beschreibung: Kurzcharakteristik des Kulturdenkmals entsprechend des Eintrags in der sächsischen Denkmaldatenbank, ggf. ergänzt durch die dort nur selten veröffentlichten Erfassungstexte oder zusätzliche Informationen
- ID: Vom Landesamt für Denkmalpflege Sachsen vergebene, das Kulturdenkmal eindeutig identifizierende Objekt-Nummer. Der Link führt zum PDF-Denkmaldokument des Landesamtes für Denkmalpflege Sachsen. Bei ehemaligen Kulturdenkmalen können die Objektnummern unbekannt sein und deshalb fehlen bzw. die Links von aus der Datenbank entfernten Objektnummern ins Leere führen. Ein ggf. vorhandenes Icon  führt zu den Angaben des Kulturdenkmals bei Wikidata.